# 坪林台灣油杉自然保留區
坪林台灣油杉自然保留區位於臺灣新北市坪林區，是依據《文化資產保存法》設立的自然保留區。本區是除了大武臺灣油杉自然保護區外，另一處為保護台灣油杉而劃設之自然保護區域。該地海拔介於35–650公尺，區內溪流為北勢溪支流之金瓜寮溪。原為租地造林地，早期栽植琉球松、柳杉和杉木，人工林佔94.2％，天然林佔5.8%，而台灣油杉僅零星散生於琉球松林，約計200餘株。區域內有許多台灣油杉小苗，但介於母樹及小苗的中幼樹則非常少見。此處天然林相植物組成較複雜，以鋸葉長尾栲最具優勢，合計本區植物有91科234種，以茜草科植物種類最多。哺乳動物僅見小型嚙齒類活動，鳥類在區內人工林，溪流與闊葉林交界處仍相當豐富。除此之外，本區另記錄有蝶類10科97種。

## 外部連結
- 林務局自然保育網-坪林台灣油杉自然保留區（页面存档备份，存于）